# 朱剑白
朱剑白（？—？），男，中华人民共和国政治人物，曾任中华人民共和国海关总署副署长，中国海关学会会长。